# Пущин, Михаил Николаевич (лётчик)
Михаи́л Никола́евич Пу́щин (1911—1980) — советский военный лётчик. Участник Великой Отечественной войны. Герой Советского Союза (1945). Гвардии подполковник.

## Биография
Михаил Николаевич Пущин родился 20 октября 1911 года в городе Екатеринодаре, административном центре Кубанской области Российской империи в семье рабочего. Русский. Образование среднее. По некоторым данным до призыва на военную службу проживал в Новоторжском районе Калининской области.
В ряды Рабоче-крестьянской Красной армии Михаил Николаевич был призван в 1934 году. Уже вскоре член ВКП(б) с 1932 года М. Н. Пущин по спецнабору ЦК ВКП(б) был направлен в Сталинградскую военную авиационную школу лётчиков, которую он окончил в 1937 году. Перед началом Великой Отечественной войны лейтенант М. Н. Пущин занимал должность командира авиационного звена бомбардировщиков СБ 9-го бомбардировочного полка 7-й смешанной авиационной дивизии Прибалтийского особого военного округа, который базировался в Паневежисе. В боях с немецко-фашистскими захватчиками с 24 июня 1941 года на Северо-Западном фронте: в это день совершил единственный свой боевой вылет на бомбардировщике СБ. В составе группы лейтенант М. Н. Пущин участвовал в бомбардировке крупного узла железнодорожных и шоссейных дорог южнее Тильзита. Боевое задание было выполнено ценой огромных потерь. Из двадцати семи экипажей, участвовавших в налёте, назад вернулось только два, в том числе и экипаж лейтенанта Пущина. Над целью его СБ был сильно повреждён: самолёт имел 212 пробоин, были перебиты тяги руля поворота и элеронов. Сам Пущин был ранен осколком снаряда в голову. Но благодаря отличной технике пилотирования, умело управляя машиной одними моторами и рулём глубины, он сумел вернуться на свой аэродром, чем спас материальную часть и экипаж.
В первые недели войны полк, в котором воевал лейтенант М. Н. Пущин, понёс большие потери и в июле 1941 года был выведен на переформирование. Пущин прошёл переподготовку на бомбардировщике Пе-2 и осенью 1941 года был направлен на должность командира авиационного звена в 99-й ближнебомбардировочный полк 4-й резервной авиагруппы ВВС Юго-Западного фронта. В период боевой работы с 1 октября по 1 ноября 1941 года совершил 25 боевых вылетов на бомбардировку живой силы и техники противника и быстро зарекомендовал себя первоклассным лётчиком, тактически грамотным и волевым командиром. За месяц напряжённых боёв под Харьковом его звено совершало по 4 боевых вылета в день и нанесло противнику большой урон. Так, 4 октября 1941 года звено лейтенанта Пущина нанесло бомбовый удар по скоплению живой силы противника в районе села Великие Сорочинцы. Налёт был настолько дерзким и неожиданным, что шедшие по шоссе колонны немецкой пехоты не успели разбежаться. По сообщениям партизан немцы хоронили погибших в результате бомбардировки солдат в течение трёх дней. Неоднократно экипажам звена при выходе на цель приходилось преодолевать мощную систему противовоздушной обороны врага, но за счёт грамотного противозенитного манёвра и хорошей организации воздушного боя звено не имело потерь от огня зенитной артиллерии и истребителей противника. 22 октября 1941 года при бомбардировке немецких войск в Богодухове на Пе-2 лейтенанта Пущина зенитным огнём был повреждён левый мотор, но он смог на одном моторе вывести самолёт на цель и после удачного бомбометания привёл его на свой аэродром.
Как одному из самых опытных лётчиков полка лейтенанту М. Н. Пущину командование полка поручало ведение одиночных разведывательных полётов с целью обнаружения скоплений немецко-фашистских войск. По обнаруженным Михаилом Николаевичем целям затем наносили удары эскадрильи полка. Так, во время работы 4-й резервной авиационной группы на Южном фронте из 19 совершённых им боевых вылетов около половины были разведывательными. Сведения, добытые лейтенантом Пущиным, способствовали разгрому мотомеханизированных колонн 1-й танковой армии вермахта во время Ростовской операции под Ростовом-на-Дону, за что Михаил Николаевич был награждён орденом Красного Знамени. Всего за время боевых действий на Юго-Западном и Южном фронтах из 133 боевых вылетов 60 вылетов лейтенант Пущин совершил на разведку переднего края обороны противника и его военной инфраструктуры, включая вылеты в глубокий тыл немцев в районы Сталино, Макеевка, Красноармейское, Таганрог и Мариуполь. 24 вылета Михаил Николаевич совершил на выполнение специальных заданий командования, в ходе которых сбросил 250 000 единиц агитационных материалов на немецком языке и 200 000 — на русском. Во время одного из боевых вылетов, действуя в одиночку в глубоком тылу противника, юго-западнее станции Навля он нанёс бомбовый удар по скоплению немецких танков, принимавших участие в карательной операции против партизан. 29 мая 1942 года после возвращения из одиночного разведывательного полёта в район Лозовая — Балаклея — Изюм Пе-2 М. Н. Пущина, ставшего к этому времени старшим лейтенантом, был перехвачен двумя немецкими истребителями Хе-113. В ожесточённом воздушном бою экипаж Пущина сбил один вражеский самолёт, после чего второй истребитель прекратил преследование. Бомбардировщик также получил 18 пробоин, и к тому же у самолёта оказался повреждён центральный бензопровод. На последних каплях топлива Михаил Николаевич всё же сумел дотянуть до аэродрома подскока Сватово, после чего вытребовал себе УТИ-4, на котором доставил ценные разведданные в штаб дивизии.
В июньских боях 1942 года Михаил Николаевич дважды был на грани гибели. 9 июня экипаж Пущина получил задание найти в районе Чугуева немецкий аэродром подскока, используя который немцы наносили удары по советским войскам. Экипаж обнаружил цель к югу от города, но тут же был атакован пятью вражескими истребителями Ме-109Ф. В воздушном бою погиб воздушный стрелок, и противнику удалось зажечь Пе-2. Управляя горящим бомбардировщиком, Михаил Николаевич сумел дотянуть до линии фронта, после чего приказал штурману прыгать с парашютом. Сам командир экипажа до конца пытался спасти машину и покинул её лишь после того, как у самолёта отвалилась плоскость. С ожогами рук, шеи и лица и ранением в ногу лётчик был доставлен в ближайший госпиталь, но обстановка на фронте была сложная, и оставаться на больничной койке Михаил Николаевич долго не мог. 11 июня он уже вёл семёрку Пе-2 в составе полковой колонны на бомбардировку харьковского аэроузла. На подлёте к цели его группа успешно отразила атаку 18-ти истребителей противника, после чего нанесла бомбовый удар по центральному аэродрому Харькова. В результате бомбардировки на земле было уничтожено до 19 вражеских самолётов, но огнём зенитной артиллерии на самолёте старшего лейтенанта Пущина был пробит картер правого мотора. Едва дотянув до линии фронта, Михаил Николаевич совершил вынужденную осадку в поле. Рядом сел один из истребителей прикрытия, у которого закончилось топливо. В полевых условиях старший лейтенант Пущин сумел организовать ремонт своего самолёта и заправку истребителя, благодаря чему обе машины благополучно вернулись на свои аэродромы.
В июле 1942 года 99-й ближнебомбардировочный авиационный полк был передан Сталинградскому фронту. 4-я резервная авиагруппа была переформирована в 270-ю бомбардировочную авиационную дивизию и включена в состав 8-й воздушной армии. В самые напряжённые августовские дни Сталинградской битвы звено старшего лейтенанта М. Н. Пущина совершало по 4-5 боевых вылетов на бомбардировку мотомеханизированных колонн немецко-фашистских войск и военной инфраструктуры противника. Лётчикам приходилось действовать в условиях превосходства немцев в воздухе и часто без прикрытия истребителей. Полк нёс большие потери, но продолжал наносить удары по врагу. 5 августа старший лейтенант М. Н. Пущин произвёл 5 боевых вылетов на бомбардировку живой силы и техники неприятеля в район Калача, уничтожив при этом 5 танков и 12 автомашин с пехотой. В тот же день он со своим звеном атаковал танковую колонну в районе посёлка Шелестово. В результате удара группы Пе-2 было уничтожено и повреждено до 7 танков. 7 августа Михаил Николаевич бомбил скопление танков в районе населённого пункта Плодовитое. При возвращении на свой аэродром самолёт Пущина был атакован истребителями Хе-113. В воздушном бою экипаж Пущина сбил один вражеский самолёт и благополучно вернулся на базу. Особое внимание командование 8-й воздушной армии уделяло транспортному узлу Котельниково, который активно использовался противником для переброски войск на сталинградское направление. 9 августа старший лейтенант М. Н. Пущин, незадолго до этого назначенный заместителем командира эскадрильи, 4 раза водил шестёрку Пе-2 на бомбардировку разгружавшегося на станции немецкого эшелона с техникой. 9 августа он вновь повёл пятёрку бомбардировщиков на Котельниково. Группа выполнила боевое задание, несмотря на активное противодействие зенитной артиллерии и 6 истребителей противника, но осколком снаряда на Пе-2 Пущина был пробит центральный бензобак. На обратном пути повреждённый самолёт пыталась атаковать немецкие истребители ФВ-190, но советские лётчики надёжно прикрыли своего ведущего и отбили все атаки, сбив один вражеский самолёт. Из-за утечки топлива Михаилу Николаевичу пришлось совершить вынужденную посадку в 5 километрах от своего аэродрома. Посадка осуществлялась в непростых условиях, но благодаря отличной технике пилотирования, лётчик сохранил материальную часть.
К концу августа 1942 года понёсший значительные потери 99-й ближнебомбардировочный полк был выведен на переформирование. Укомплектованный молодыми лётчиками, до декабря 1942 года полк занимался напряжённой боевой учёбой, после чего был включён в состав 223-й бомбардировочной авиационной дивизии 2-го бомбардировочного авиационного корпуса 16-й воздушной армии Донского фронта. В течение января — февраля 1943 года капитан М. Н. Пущин принимал активное участие в операции «Кольцо», в ходе которой была ликвидирована окружённая в Сталинграде группировка немецко-фашистских войск. За этот период Михаил Николаевич произвёл 22 боевых вылета на подавление узлов сопротивления противника и разрушение опорных пунктов его обороны в районы поселков Гумрак, Новоалексеевка, Верхняя Ельшанка и Сталинградского тракторного завода. К февралю 1943 года он совершил 147 боевых вылетов, ходе которых уничтожил 7 танков, до 200 автомашин, 8 ДЗОТов, разрушил до 30 километров железнодорожных путей и до 90 километров линий связи, нанёс противнику большой урон в живой силе. 5 февраля 1943 года командир полка майор А. Ю. Якобсон представил капитана М. Н. Пущина к званию Героя Советского Союза, но вышестоящее командование ограничилось только орденом Ленина.
15 февраля 1943 года Донской фронт был переименован в Центральный. В феврале — марте 1943 года войска фронта, в том числе и 16-я воздушная армия, принимали участие в Севской операции, в ходе которой был сформирован центральный участок курского выступа. 17 июня 1943 года 99-й ближнебомбардировочный авиационный полк в соответствии с приказом НКО СССР № 234 был преобразован в 96-й гвардейский и был включён в состав 301-й бомбардировочной авиационной дивизии 3-го бомбардировочного авиационного корпуса. Летом 1943 года лётчики полка принимали активное участие в Курской стратегической оборонительной операции на северном фасе Курской дуги, а затем поддерживали наступление частей фронта на орловском направлении в ходе операции «Кутузов». После разгрома немецко-фашистских войск в Курской битве советские войска практически без паузы начали Битву за Днепр. Гвардии капитан М. Н. Пущин в рамках Черниговско-Припятской операции отличился в боях за город Новозыбков. Отступающий противник, спасая своё военное имущество, пытался организовать на железнодорожной станции Новозыбков его погрузку в железнодорожные вагоны. По данным разведки на станции было сконцентрировано до 50 вражеских эшелонов. Командование 16-й воздушной армии поставило перед 96-м гвардейским бомбардировочным полком задачу парализовать работу железнодорожного узла. 21 сентября 1943 года гвардии капитан М. Н. Пущин поднял в воздух 9 Пе-2. Преодолев заградительный огонь зенитной артиллерии противника, гвардейцы обрушили на станцию град авиационных бомб. В результате прямых попаданий были взорваны склады с боеприпасами, разбито несколько паровозов и железнодорожных вагонов, разрушены подъездные пути. Взрывы на станции продолжались около 18 часов. В течение 4 дней до освобождения города ни один вражеский эшелон не покинул станцию Новозыбков. В результате советскими войсками, освобождавшими город, было захвачено большое количество трофеев, в том числе 300 тонн авиационного бензина. О результатах боевой работы группы Пущина командующий 16-й воздушной армией генерал-лейтенант авиации С. И. Руденко лично докладывал маршалу авиации А. А. Новикову.
20 октября 1943 года Центральный фронт был переименован в Белорусский. В ноябре 1943 года гвардии капитан М. Н. Пущин в тяжёлых погодных условиях произвёл два боевых вылета на гомельском направлении в ходе Гомельско-Речицкой операции. В декабре 1943 года Михаил Николаевич был командирован на курсы усовершенствования командиров и начальников штабов авиационных полков. По возвращении в действующую армию 15 июля 1944 года он заступил на должность инспектора-лётчика по технике пилотирования 5-й гвардейской бомбардировочной авиационной дивизии 1-го гвардейского бомбардировочного авиационного корпуса 3-й Воздушной армии 1-го Прибалтийского фронта. В ходе освобождения Прибалтики Михаил Николаевич семь раз водил большие группы бомбардировщиков на выполнение боевых заданий, участвовал в освобождении городов Шяуляй и Митава, отражении контрударов противника в районе Биржая и Шяуляя, прорыве линии обороны немцев юго-восточнее Риги. Всего к началу октября 1944 года он совершил 224 боевых вылета. 1 октября 1944 года командир 5-й гвардейской бомбардировочной авиационной дивизии генерал-майор авиации В. А. Сандалов представил гвардии капитана М. Н. Пущина к званию Героя Советского Союза. Указ Президиума Верховного Совета СССР был подписан 23 февраля 1945 года.
Работая в должности инспектора-лётчика, Михаил Николаевич по долгу службы занимался проверкой техники пилотирования молодых лётчиков, прибывавших в дивизию из лётных училищ. Также он занимался расследованием имевших место в дивизии авиационных происшествий и катастроф, затем производил разбор таких случаев с лётно-техническим составом дивизии и разрабатывал мероприятия по предотвращению аналогичных случаев в будущем. Ответственная административная работа не помешала Пущину вести и боевую работу во время Восточно-Прусской операции. Михаил Николаевич принимал участие в бомбардировках позиций немецко-фашистских войск на кёнигсбергском направлении, водил группы бомбардировщиков на разрушение долговременных оборонительных сооружений в Кёнигсберге, громил группу армий «Земланд», штурмовал город Фишхаузен. Последний боевой вылет он совершил 25 апреля 1945 года на бомбардировку немецких укреплений в Пиллау. Всего к концу войны гвардии капитан М. Н. Пущин совершил около 300 боевых вылетов.
После окончания Великой Отечественной войны Михаил Николаевич продолжил службу в военно-воздушных силах СССР. Служил в строевых частях бомбардировочной авиации на должностях командира эскадрильи, командира авиационного полка и старшего лётчика-испытателя. С 1954 года подполковник М. Н. Пущин в запасе. После увольнения из армии Михаил Николаевич жил в Днепропетровске. Трудился на швейной фабрике имени Володарского, возглавлял цеховую народную дружину, активно участвовал в военно-патриотической работе и ветеранском движении. Умер Михаил Николаевич 25 февраля 1980 года. Похоронен в Днепропетровске.

## Награды
- Медаль «Золотая Звезда» (23.02.1945);
- два ордена Ленина (17.06.1943; 23.02.1945);
- орден Красного Знамени (09.12.1941);
- орден Красной Звезды (06.11.1941);
- медали, в том числе:
  - медаль «За оборону Сталинграда» (декабрь 1942).

## Документы
- Общедоступный электронный банк документов «Подвиг Народа в Великой Отечественной войне 1941—1945 гг.» Дата обращения: 6 августа 2013. Архивировано из оригинала 13 марта 2012 года.

Представление к званию Героя Советского Союза и указ ПВС СССР о присвоении звания.
Орден Ленина (наградной лист и список награждённых указом ПВС СССР от 17.06.1943).
Орден Красного Знамени (наградной лист и приказ о награждении).
Орден Красной Звезды (наградной лист и приказ о награждении).
- Обобщённый банк данных «Мемориал». Дата обращения: 6 августа 2013. Архивировано из оригинала 10 мая 2012 года.

ЦАМО, ф. 56, оп. 12220, д. 48.
ЦАМО, ф. 58, оп. 818883, д. 1672.
ЦАМО, ф. 58, оп. 818883, д. 1082.